# Grupa Szybka „Kalinčak”
Grupa Szybka Kalinčak (słow. Rýchla Skupina „Kalinčak”) – jednostka wojskowa armii słowackiej, walcząca po stronie wojsk III Rzeszy podczas agresji na Polskę i ataku na ZSRR. 

## Historia
Jednostka została sformowana 5 września 1939 roku w miejscowości Vranov nad Topľou jako szwadron kawalerii zmotoryzowanej pod kryptonimem Kalinčak, pierwszym dowódcą został ppłk Ján Imro (od 5 września 1939 do 8 lipca 1941 roku). W skład tej grupy wchodziły: I dywizjon kawalerii, II dywizjon kolarzy oraz III dywizjon zmotoryzowany. Jednostka była wyposażona w 13 czołgów typ LT-35, 6 wozów pancernych typ OA.wz. 30 oraz 6 armat przeciwpancernych kal. 37 mm wz. 37. 7 września w miejscowości Brekov została uzupełniona o pluton 6 czołgów. 
W okresie agresji na Polskę jednostka ta współdziałała z 2 Dywizją Piechoty (krypt. „Škultéty”) dowodzoną przez gen. II klasy Alexandra Čunderlíka w rejonie Poprad – Brezno oraz Stropkov – Svidník jako osłona prawego skrzydła niemieckiego XVIII Korpusu Armijnego. 16 września zabezpieczała tyły frontu między miastami Sanok i Dukla. Jednostka powróciła na Słowację 1 października 1939. 
Po agresji Niemiec na ZSRR na rozkaz według § 27 branného zákona gen. Čatloša z dnia 22 czerwca 1941 brała następnie udział jako Rýchla Skupina w przerwaniu linii Mołotowa na Sanie koło Sanoka. W czerwcu 1941 roku wyposażona była w 30 czołgów LT-35, 10 czołgów LT-38 i 7 czołgów LT-40. Liczyła 59 oficerów, 27 podoficerów oraz 1824 żołnierzy. Od 8 lipca 1941 jako Rýchla brigáda. 
Do bezpośrednich kontaktów z udziałem ludności polskiej i wojska słowackiego dochodziło od wiosny 1941. Przed uderzeniem Niemiec na ZSRR w czerwcu 1941 w Zagórzu, a następnie w Ustrzykach Dolnych stacjonowały liczne oddziały armii słowackiej. Miejscowa ludność nawiązywała z nimi wręcz przyjacielskie kontakty. Słowaccy żołnierze brali udział we wspólnych z Polakami mszach św. Na nabożeństwa przychodzili żołnierze zgrupowani w dużych oddziałach. Ludność polska mieszała się w kościele z wojskiem i razem śpiewała pieśni nabożne, a zwłaszcza do Matki Boskiej. Melodie naszych pieśni oraz ich treść były bardzo podobne do słowackich. Tak się utarło, że myśmy zaczynali jedna zwrotkę, a Słowacy śpiewali drugą.; Jak wiadomość o tych nabożeństwach rozeszła się wśród ludzi, to przychodziły takie tłumy, że kościół ani połowy nie mógł pomieścić. Ludzie stali wokół kościoła zwartym tłumem i wspólnie z wojskiem w podniosłym nastroju śpiewali nabożne pieśni. Punktem kulminacyjnym było zawsze zakończenie, gdy żołnierze słowaccy gromkim głosem śpiewali swój hymn narodowy. Melodia tego hymnu jest niemalże identyczna z polskim hymnem. Wszyscy wstawali wówczas na baczność.

## Dowódcy grupy
- ppłk Ján Imro[3]